# Наскальная живопись Хуашань
Петроглифы Хуашань (кит. упр. 花山岩画) — достопримечательность на юге Китая, в районе деревни Хуашань (кит. упр. 花山屯), уезд Нинмин, Гуанси-Чжуанский автономный район, на восточном берегу реки Мин (кит. упр. 明江, палл. Мин Цзян, буквально: «яркая река»), притока реки Цзо. В 1988 году Государственный совет КНР объявил петроглифы объектом, находящимся под охраной государства. В 2016 году рисунки были признаны Всемирным наследием ЮНЕСКО как изображения, отражающие жизнь древнего вьетского народа — лаквьетов.
Наскальные рисунки имеют красный цвет, так как нанесены на скалы пигментом гематита (красной охры), в составе пигмента также найдена кровь и животный клей. На рисунках представлены дороги, животные, которые нарисованы в фас и в профиль, солнце, а также предметы быта. Встречаются гигантские фигуры до нескольких метров в высоту с изображением вождей племени или военачальников. Они наделены атрибутами власти — ножами и мечами, имеют украшения на голове и, как правило, нарисованы скачущими в седле, верхом на лошади.